# Парк Геодіс
«Парк Геодіс» відомий під час розробки та будівництва як стадіон «Нашвілл СК» та стадіон «Нашвілл Фейрграундс», — футбольний стадіон на 30 109 місць, розташований на історичному виставкового центру «Нашвілл Фейрграундс» (англ. Nashville Fairgrounds) у Нашвіллі, штат Теннессі. Це домашній стадіон клубу MLS «Нашвілл СК». Стадіон відкрився 1 травня 2022 року, у першому матчі «Нашвілл СК» приймав «Філадельфію Юніон». Стадіон є одним з дванадцяти місць проведення Клубного чемпіонату світу з футболу 2025 року.

## Будівництво
У грудні 2016 року вартість будівництва оцінювалася у 275 мільйонів доларів. Мільярдер Джон Інгрем мав сплатити «25 мільйонів доларів авансом і 9 мільйонів доларів щорічно протягом 30 років, щоб допомогти погасити щорічний борг Metro в розмірі 13 мільйонів доларів за випуск облігацій на суму 225 мільйонів доларів». Крім того, виставковий центр Нашвілла буде реконструйовано за додаткові 40 мільйонів доларів.
У рамках державно-приватного партнерства мер Меган Баррі пообіцяла надати забудовникам, включаючи Інграма, «10 акрів землі ярмаркового комплексу, що належить місту, для багатофункціональної забудови поруч зі стадіоном».
Міська рада Нашвілла та округу Девідсон затвердила 25 мільйонів доларів у 2018 році, і ще додаткові 5 мільйонів доларів були схвалені безпосередньо мером Девідом Брайлі «з резервного фонду 2017 року» без погодження з радою в лютому 2019 року, на загальну суму 37,6 мільйона доларів.
Стадіон є частиною проєкту з перепланування території ярмаркового комплексу, який також передбачає перенесення виставкового комплексу Expo, будівництво нових багатофункціональних торговельних і житлових будівель і модернізованої траси Nashville Fairgrounds Speedway, здатної приймати змагання серії NASCAR Cup. 
До лютого 2019 року будівництво затягнулося, а його бюджет збільшився. Початковий будівельник, Ely Concrete, відмовився від проєкту, і їх замінила компанія TRC Construction Services. До серпня 2019 року очікувалося, що будівництво коштуватиме «від 325 до 345 мільйонів доларів», або «на 50-70 мільйонів доларів більше від початкових оцінок», і покриватиметься мільярдером Інгремом та іншими інвесторами, а не платниками податків.
Станом на липень 2019 року для ярмарку штату будували виставковий центр.  До 23 серпня очікували, що ярмарок пройде з 6 до 15 вересня «в приміщенні старого ярмаркового комплексу».
Резолюція про припинення знесення будівель і звільнення місця для стадіону була внесена членом ради Стівом Гловером 2 серпня, але 21 серпня вона була відхилена.
Спочатку передбачалося, що команда «Нашвілл СК» розпочне грати на цьому стадіоні у 2020 році,  але у 2019 році це було перенесено на 2022 рік.

### Переглянута угода щодо стадіону та будівництво
13 лютого 2020 року до угод щодо стадіону були внесені зміни, які дозволили розпочати будівництво на майданчику. У цій зміненій угоді, досягнутій мером Нашвілла Джоном Купером і головним власником клубу Джоном Р. Інгремом, зазначалося, що команда профінансує 100 відсотків витрат на будівництво стадіону на території Fairgrounds. Це буде здійснено за рахунок орендних платежів за стадіон, грошових інвестицій та доходів, отриманих від відвідувачів заходів на стадіоні. На додаток до вищезгаданої угоди з командою, «Нашвілл СК» також зобов'язався оплатити інфраструктуру в безпосередній близькості до стадіону, вартість якої оцінюється в 19 мільйонів доларів США. Команда сплатить 35 мільйонів доларів США як орендні платежі. Загалом, команда погодилася на додаткові виплати на загальну суму 54 мільйони доларів.
Окрім вищезгаданих грошових угод, команда та місто дійшли згоди щодо земельної ділянки під назвою 8C, площею близько 2,4 акра, розташованої між стадіоном та автодромом Fairgrounds Speedway. Саме ця земельна ділянка перешкоджала укладенню угоди до 13 лютого 2020 року. Мер Купер хотів, щоб команда відмовилася від цієї ділянки землі, і у відповіді на лист від Джона Інграма Купер описав ділянку 8C, сказавши: «Громадський простір, який з'єднує два стадіони на 30 000 місць, має потенціал стати одним із найважливіших у Нашвіллі. Ретельне проєктування та виконання є важливими для того, щоб ділянка працювала для двох великих громадських місць — забезпечуючи циркуляцію, безпеку, сцену та доступ». Зрештою, угода, досягнута між містом та командою 13 лютого, зазначала, що ділянка землі буде перетворена на відкриту площу змішаного використання, яка забезпечить простір для майбутніх заходів та використання ярмаркових майданчиків та спідвею.
16 березня 2020 року розпочалося знесення виставкового центру. 9 квітня 2020 року Іан Айр опублікував відкритий лист до вболівальників, в якому зазначив, що знесення об'єкта «просувається стабільно і вчасно». Айр також повідомив, що команда завершила підготовку будівельної документації й що очікувана дата завершення будівництва стадіону — середина травня 2022 року.
10 березня 2022 року було оголошено про укладення довгострокової спонсорської угоди з компанією Геодіс (Geodis), північноамериканська штаб-квартира якої розташована в сусідньому Брентвуді, в результаті чого стадіон було перейменовано на Парк Геодіс (Geodis Park).

## Судові позови
У листопаді 2017 року на Metro Nashville подала до суду група під назвою «Врятуйте наш ярмарок» на підставі того, що будівництво може порушити роботу ярмарку штату Теннессі, блошиного ринку Нашвілла та перегонів на спідвеї Fairgrounds. Позов був відхилений канцлером Еллен Хоббс Лайл у грудні 2017 року.  У липні 2019 року рішення було скасовано Апеляційним судом штату Теннессі з огляду на обов'язки Ради з питань ярмарків та її спроможність збирати податки з ярмаркової діяльності.
У січні 2019 року Асоціація ярмарків штату Теннессі (TSFA), яку очолює конгресмен-республіканець Джон Роуз, подала другий позов проти міської влади Нашвілла та округу Девідсон. За даними The Tennessean, у позові стверджувалося, що при будівництві стадіону не було «залишено достатньо місця та споруд для проведення ярмарку штату, який є захищеним видом використання згідно зі Статутом міста». Позов був відхилений тією ж суддею, Еллен Гоббс Лайл, через кілька днів.  але 19 лютого 2019 року вирішила врегулювати справу в позасудовому порядку і сподіватися на зустріч з Метрополітенською радою.

## Проєктування
Стадіон був спроєктований компанією Populous з Канзас-Сіті, яка також проєктувала стадіони для інших клубів MLS. Стадіон вміщує 30 000 глядачів, що робить його найбільшим футбольним стадіоном у США та Канаді. Стадіон включає шість лаунж-зон, два десятки лож та спеціальні вхідні ворота для групи вболівальників, розташовані на північній стороні.

## Транспорт
Навколо стадіону Geodis Park є 11 офіційних парковок, які використовуються для матчів "Нашвілл", для яких потрібен попередньо оплачений пропуск. Кілька парковок заасфальтовані, інші мають гравійне або трав'яне покриття; на стадіоні також є стоянка для автомобілів. Система громадського транспорту WeGo має дві автобусні зупинки поруч із Geodis Park, але не здійснює спеціальних пізніх нічних рейсів на матчі.

## Міжнародні матчі

### Чемпіонат світу з футболу серед клубів 2025 року
| Дата           | Команда 1       | Рахунок | Команда 2         | Турнір  | Глядачі |
| -------------- | --------------- | ------- | ----------------- | ------- | ------- |
| 20 червня 2025 | ФК Лос-Анджелес | 0–1     | Есперанс де Туніс | Група D | 13 651  |
| 24 червня 2025 | Окленд-Сіті     | 1–1     | Бока Хуніорс      | Група С | 16 899  |
| 26 червня 2025 | Аль-Хілал       | 2–0     | КФ Пачука         | Група H | 14 147  |

### Матчі чоловічих збірних
| Дата           | Команда 1 | Рахунок | Команда 2      | Турнір | Глядачі |
| -------------- | --------- | ------- | -------------- | ------ | ------- |
| 17 жовтня 2023 | США       | 4–0     | Гана           | ТМ     | 18 468  |
| 10 червня 2025 | США       | 0–4     | Швейцарія      | ТМ     | 20 602  |
| 9 вересня 2025 | Мексика   | –       | Південна Корея | ТМ     |         |

### Матчі жіночих збірних
| Дата           | Команда 1 | Рахунок | Команда 2 | Турнір                      | Глядачі |
| -------------- | --------- | ------- | --------- | --------------------------- | ------- |
| 19 лютого 2023 | США       | 1–0     | Японія    | Кубок SheBelieves 2023 року | 25 471  |
| 19 лютого 2023 | Канада    | 2–0     | Бразилія  | Кубок SheBelieves 2023 року | 6 502   |
| 27 жовтня 2024 | США       | 3–1     | Ісландія  | Товариський матч            | 17 018  |

## Концерти та події
Парк Геодіс також слугує великим концертним майданчиком.
| Дата            | Виконавець      | Виконавеці, що відкривають                | Назва туру / концерту       | Відвідуваність  | Дохід                 | Нотатки                                  |
| --------------- | --------------- | ----------------------------------------- | --------------------------- | --------------- | --------------------- | ---------------------------------------- |
| 7 червня 2023   | Шаная Твейн     | Келсі Баллеріні Бреландія                 | Queen of Me Tour            | 27 707 / 27 707 | 3 606 876 доларів США | Перший концерт, що відбувся на стадіоні. |
| 26 серпня 2023  | Guns N' Roses   | Керрі Андервуд                            | Тур Guns N' Roses 2023      | 23 594 / 23 594 | 3 484 912 доларів США | -                                        |
| 22 вересня 2023 | Pink            | Бренді Карлайл Grouplove KidCutUp         | The Saviors Tour            | 28 382 / 28 382 | 5 906 419 доларів США | -                                        |
| 30 серпня 2024  | Green Day       | The Smashing Pumpkins Rancid Лінда Ліндас | The Saviors Tour            | В очікуванні    | В очікуванні          | -                                        |
| 10 жовтня 2025  | Тайлер Чайлдерс | Чарлі Крокетт Корі Бранан                 | Tyler Childers: On The Road | В очікуванні    | В очікуванні          | -                                        |
| 11 жовтня 2025  | Тайлер Чайлдерс | Чарлі Крокетт Корі Бранан                 | Tyler Childers: On The Road | В очікуванні    | В очікуванні          | -                                        |